# Bill Perkins
Bill Perkins (ur. 22 lipca 1924 w San Francisco, zm. 9 sierpnia 2003 w Sherman Oaks w Kalifornii) – amerykański saksofonista jazzowy i flecista. Należał do muzyków grających cool jazz, a dokładniej West Coast jazz. Najbardziej znany z gry na saksofonie tenorowym (chociaż grał też na altowym, sopranowym i barytonowym).

## Lata młodzieńcze
Bill Perkins urodził się w San Fancisco, ale młodość spędził w Chile (jego ojciec był inżynierem w kopalni
w Chuquicamata). Matka posyłała go na lekcje muzyki, najpierw gry na fortepianie, potem klarnecie. Jego głównym instrumentem został jednak saksofon. Ojciec Billa zmarł gdy ten był jeszcze nastolatkiem. Wraz z matką przeprowadził się do Santa Barbara, gdzie – zgodnie z wolą ojca – ukończył szkołę o profilu technicznym i zamierzał pracować jako elektryk. Plany te zmienił wybuch II wojny światowej. Perkins odbył służbę w marynarce Stanów Zjednoczonych, a po wojnie, korzystając z uprawnień przysługującym byłym żołnierzom, studiował inżynierię na Cal Tech i jednocześnie muzykę na Westlake School of Music (razem z takimi muzykami jak Milt Bernhart czy Bill Holman) oraz na University of California. Wiedza techniczna przydała mu się w późniejszych latach: pracował jako dźwiękowiec w studiach nagrań, skonstruował też syntezatory trąbki i saksofonu.

## Lata 50. XX w.
Karierę muzyka zaczynał w latach pięćdziesiątych XX w. od gry w big-bandzie] mało znanego Jerry'ego Walda. Kiedy w maju 1951 Woody Herman potrzebował nagle saksofonisty do swojego zespołu, polecono mu Billa Perkinsa, który po pierwszym występie pozostał w big-bandzie prawie do końca 1953. Później był też członkiem orkiestry Stana Kentona. W 1954 powrócił do Woody Hermana. Zespół prowadzony wtedy przez niego był nazywany The Third Herd (a grali w nim wtedy również Richie Kamuca i Al Porcino).
Współpracował z wieloma muzykami, koncertując i uczestnicząc w nagraniach np. zespołów Shorty Rogers' Giants, Terry Gibbs' Dream Band, czy instrumentalistów takich jak John Lewis, Art Pepper i in. Samodzielnym debiutem nagraniowym był album The Bill Perkins Octet on Stage z 1956 (Pacific Jazz). W 1956 nagrany też został album Grand Encounter, w którym wystąpił jako współlider zespołu (razem z Budem Shankiem). Płyt, na których Perkins występuje w roli lidera, nie powstało zbyt wiele: w 1966 Quietly There z Victorem Feldmanem, w 1984 Journey to the East, gdzie wykorzystał swojego pomysłu syntezator saksofonu.

## Lata 60. XX w.
Gdy w latach 60. XX w. jazz tracił na popularności i możliwości koncertowania było coraz mniej, Perkins zaczął również pracować jako muzyk studyjny i jako inżynier nagrań w studiach wytwórni Pacific Jazz Records i United Recording Studio Billa Putnama. Brał udział w nagraniach dla potrzeb filmu: razem z zespołem Duke'a Ellingtona nagrywał ścieżkę dźwiękową filmu z Frankiem Sinatrą Assault on a Queen (Napad na królową).
W 1969 po raz pierwszy pojawił się w telewizji jako członek Doc Severinsen's Tonight Show Band. Na planie The Tonight Show pozostawał przez wiele lat, bo aż do 1992.

## Lata 70. – 90. XX w.
Lata 70. to m.in. występy wraz z big bandem prowadzonym przez Toshiko Akiyoshi i Lwa Tabackina oraz zespołem Billa Holmana, a pod koniec kolejnej dekady powrót do prowadzonego wtedy przez Buda Shanka i Shorty'ego Rogersa Lighthouse All-Stars, czyli zespołu występującego na stałe w klubie The Lighthouse Café w kalifornijskiej Hermosa Beach.
W jego muzyce, zwłaszcza w początkowym okresie kariery, wyczuwalny był wpływ stylu Lestera Younga. Jego gra była lekka i pełna świeżości. Potrafił doskonale improwizować. W 1978 nagrał album (ukazał się tylko w Japonii) będący hołdem dla Younga Bill Perkins Plays Lester Young, a w 1995 kolejny Perk Plays Prez.
Na początku lat 90. u Perkinsa stwierdzono nowotwór. Mimo postępującej choroby i kolejnych operacji, nie rezygnował z nagrań 
i koncertów aż do chwili, gdy nie był już w stanie pojawić się na scenie.
Był dwukrotnie żonaty, miał czworo dzieci: dwie córki (Kimberly i Penny) i dwóch synów (Ernesta i Thomasa).
Bill Perkins zmarł 9 sierpnia 2003 w swoim domu w Sherman Oaks mając 79 lat. 